# Новодвур-Пяскі
Новодвур-Пяскі (пол. Nowodwór-Piaski) — село в Польщі, у гміні Любартів Любартівського повіту Люблінського воєводства.